# Persone di cognome Frank
| Questa pagina contiene informazioni ricavate automaticamente dalle voci biografiche con l'ausilio del template Bio e di un bot. L'aggiornamento è periodico e automatico e ricostruisce completamente la pagina. Se manca una persona in questa lista, sei pregato di non aggiungerla, ma accertati piuttosto che la sua voce biografica contenga il template Bio e che i dati anagrafici siano correttamente compilati. Se il template Bio manca, inseriscilo tu stesso o, in alternativa, metti l'avviso {{tmp\|Bio}} che ne segnala la mancanza. Se i dati riportati sono sbagliati, correggi direttamente la voce biografica; le modifiche saranno visibili in questa lista entro pochi giorni. Per chiarimenti vedi il progetto antroponimi. La lista contiene solo le 72 persone che sono citate nell'enciclopedia e per le quali è stato implementato correttamente il template Bio. Pagina aggiornata al 7 ago 2025. |

Questa è una lista di persone presenti nell'enciclopedia che hanno il cognome Frank, suddivise per attività principale.

## Allenatori di calcio(2)
- Thomas Frank, allenatore di calcio danese (Frederiksværk, n. 1973)
- Wolfgang Frank, allenatore di calcio e calciatore tedesco (Reichenbach an der Fils, n. 1951 - † 2013)

## Allenatori di pallacanestro(1)
- Lawrence Frank, allenatore di pallacanestro e dirigente sportivo statunitense (Teaneck, n. 1970)

## Architetti(2)
- Charlotte Frank, architetto tedesca (Kiel, n. 1959)
- Josef Frank, architetto austriaco (Baden, n. 1885 - Stoccolma, † 1967)

## Attori(5)
- Harry Frank, attore tedesco (Berlino, n. 1896 - Berlino, † 1947)
- Horst Frank, attore tedesco (Lubecca, n. 1929 - Heidelberg, † 1999)
- Jason David Frank, attore e artista marziale statunitense (Covina, n. 1973 - Houston, † 2022)
- Markus Frank, attore tedesco (Bad Kreuznach, n. 1972)
- Tony Frank, attore statunitense (Nacogdoches, n. 1943 - Houston, † 2000)

## Attrici(1)
- Ulrike Frank, attrice, cantante e modella tedesca (Stoccarda, n. 1969)

## Avvocati(2)
- Hans Frank, avvocato, politico e criminale di guerra tedesco (Karlsruhe, n. 1900 - Norimberga, † 1946)
- Paul Christian Frank, avvocato e politico norvegese (Kristiania, n. 1879 - Oslo, † 1956)

## Biochimici(1)
- Joachim Frank, biochimico tedesco (Weidenau, n. 1940)

## Biologi(1)
- Albert Bernhard Frank, biologo tedesco (Dresda, n. 1839 - Berlino, † 1900)

## Calciatori(4)
- Georg Frank, calciatore tedesco (Fürth, n. 1907 - † 1944)
- Johann Frank, calciatore austriaco (n. 1938 - † 2010)
- Steve Frank, ex calciatore statunitense (Saint Louis, n. 1948)
- Torben Frank, ex calciatore danese (Copenaghen, n. 1968)

## Cantanti(2)
- Kim Frank, cantante, attore e regista tedesco (Flensburgo, n. 1982)
- Marie Frank, cantante danese (Viborg, n. 1973)

## Cantautori(2)
- Forrest Frank, cantautore e produttore discografico statunitense (Fulshear, n. 1995)
- Jackson C. Frank, cantautore statunitense (Buffalo, n. 1943 - Great Barrington, † 1999)

## Cestisti(2)
- Arno Frank, cestista, allenatore di pallacanestro e allenatore di calcio brasiliano (n. 1903 - Rio de Janeiro, † 1964)
- Casey Frank, ex cestista statunitense (Port Jefferson, n. 1977)

## Chimici(1)
- Adolph Frank, chimico, ingegnere e imprenditore tedesco (Klötze, n. 1834 - Charlottenburg, † 1916)

## Chitarristi(1)
- Herman Frank, chitarrista tedesco

## Ciclisti su strada(1)
- Mathias Frank, ex ciclista su strada svizzero (Roggliswil, n. 1986)

## Dirigenti d'azienda(1)
- Otto Frank, dirigente d'azienda tedesco (Francoforte sul Meno, n. 1889 - Birsfelden, † 1980)

## Filologi(1)
- Istvan Frank, filologo ungherese (Budapest, n. 1918 - Mentone, † 1955)

## Filosofi(1)
- Semën Ljudvigovič Frank, filosofo e psicologo russo (Mosca, n. 1877 - Londra, † 1950)

## Fisici(2)
- Il'ja Michajlovič Frank, fisico sovietico (San Pietroburgo, n. 1908 - Mosca, † 1990)
- Philipp Frank, fisico, matematico e filosofo austriaco (Vienna, n. 1884 - Cambridge, † 1966)

## Fotografe(1)
- Rose Frank, fotografa neozelandese (Nelson, n. 1864 - Nelson, † 1954)

## Fotografi(1)
- Robert Frank, fotografo e regista svizzero (Zurigo, n. 1924 - Inverness, † 2019)

## Fumettisti(1)
- Gary Frank, fumettista e disegnatore britannico (Bristol, n. 1969)

## Funzionari(1)
- August Frank, funzionario tedesco (n. 1898 - † 1984)

## Giocatori di football americano(1)
- Clint Frank, giocatore di football americano statunitense (St. Louis, n. 1915 - Evanston, † 1992)

## Giuristi(2)
- Jerome Frank, giurista e filosofo statunitense (New York, n. 1889 - New Haven, † 1957)
- Reinhard Frank, giurista tedesco (Reddighausen, n. 1860 - Monaco di Baviera, † 1934)

## Hockeisti su ghiaccio(1)
- Daniel Frank, hockeista su ghiaccio italiano (Merano, n. 1994)

## Lunghisti(1)
- Dan Frank, lunghista statunitense (Boston, n. 1882 - New York, † 1965)

## Maratoneti(1)
- William Frank, maratoneta e mezzofondista statunitense (Besigheim, n. 1878 - New York, † 1965)

## Matematici(1)
- Helmar Frank, matematico e esperantista tedesco (Waiblingen, n. 1933 - Paderborn, † 2013)

## Medici(2)
- Johann Peter Frank, medico e igienista tedesco (Rodalben, n. 1745 - Vienna, † 1821)
- Giuseppe Frank, medico e patologo tedesco (Rastatt, n. 1771 - Como, † 1842)

## Militari(1)
- Bernhard Frank, militare tedesco (Francoforte sul Meno, n. 1913 - † 2011)

## Nuotatrici(1)
- Mária Frank, nuotatrice ungherese (Zrenjanin, n. 1943 - Eger, † 1992)

## Pianiste(1)
- Gabriela Lena Frank, pianista e compositrice statunitense (Berkeley, n. 1972)

## Pianisti(1)
- Claude Frank, pianista tedesco (Norimberga, n. 1925 - Manhattan, † 2014)

## Pistard(1)
- Gert Frank, pistard e ciclista su strada danese (Hobro, n. 1956 - † 2019)

## Politici(3)
- Barney Frank, politico statunitense (Bayonne, n. 1940)
- Karl Hermann Frank, politico, generale e criminale di guerra tedesco (Karlsbad, n. 1898 - Praga, † 1946)
- Pierre Frank, politico francese (Parigi, n. 1905 - Parigi, † 1984)

## Registi(2)
- Herz Frank, regista sovietico (Ludza, n. 1926 - Gerusalemme, † 2013)
- Melvin Frank, regista, sceneggiatore e produttore cinematografico statunitense (Chicago, n. 1913 - Los Angeles, † 1988)

## Sceneggiatori(1)
- Scott Frank, sceneggiatore e regista statunitense (Orlando, n. 1960)

## Sciatori alpini(2)
- Chris Frank, ex sciatore alpino statunitense (n. 1983)
- Josef Frank, ex sciatore alpino tedesco (n. 1991)

## Scrittori(6)
- Bruno Frank, romanziere, drammaturgo e sceneggiatore tedesco (Stoccarda, n. 1887 - Beverly Hills, † 1945)
- Leonhard Frank, scrittore tedesco (Würzburg, n. 1882 - Monaco di Baviera, † 1961)
- Niklas Frank, scrittore e giornalista tedesco (Monaco di Baviera, n. 1939)
- Nino Frank, scrittore, conduttore radiofonico e critico cinematografico italiano (Barletta, n. 1904 - Chevilly-Larue, † 1988)
- Pat Frank, scrittore statunitense (Chicago, n. 1907 - Atlantic Beach, † 1964)
- Waldo Frank, scrittore statunitense (Long Branch, n. 1889 - White Plains, † 1967)

## Scrittrici(1)
- Anna Frank, scrittrice tedesca (Francoforte sul Meno, n. 1929 - Bergen-Belsen, † 1945)

## Sociologi(1)
- Andre Gunder Frank, sociologo e economista tedesco (Berlino, n. 1929 - Lussemburgo, † 2005)

## Storici(2)
- Johann Julius Gottfried Ludwig Frank, storico e giurista tedesco (Gotha, n. 1808 - San Paolo, † 1841)
- Walter Frank, storico tedesco (Fürth, n. 1905 - Braunschweig, † 1945)

## Veliste(1)
- Tanja Frank, velista austriaca (Vienna, n. 1993)

## Senza attività specificata(2)
- Edith Frank, tedesca (Aquisgrana, n. 1900 - campo di sterminio di Birkenau, † 1945)
- Margot Frank, tedesca (Francoforte sul Meno, n. 1926 - Bergen-Belsen, † 1945)